# أنجيلا باكستون
أنجيلا باكستون (بالإنجليزية: Angela Buxton)‏ مواليد 16 أغسطس 1934 في ليفربول، هي لاعبة كرة مضرب إنجليزية. هي إحدى بطلات الجراند سلام حيث فازت ببطولة ويمبلدون.

## بطولات حققتها
- بطولة ويمبلدون

## الخط الزمني للفردي
مفتاح
| ف | ن | ن.ن | ر.ن | د# | د.م | ل | أ.أ | ت | غ | ب | ف | ذ | م.خ | ل.ت |

(ف) فاز بالبطولة (ن) وصل النهائي (ن.ن) نصف النهائي (ر.ن) ربع النهائي (د#) الأدوار الأربعة الأولى (د.م) دور المجموعات (ل) شارك في كأس ديفيز (أ.أ) خرج من الأدوار الاولى (ت) خسر التصفيات التأهيلية (غ) غاب عن الحدث أو البطولة (ب) حصل على ميدالية برونزية (ف) حصل على ميدالية فضية (ذ) حصل على ميدالية ذهبية (م.خ) بطولة الماسترز خُفضت إلى مرتبة أقل (ل.ت) البطولة لم تعقد في السنة المعينة.
لتجنب الارتباك وازدواجية الحساب، يتم تحديث هذه المعلومات إما في نهاية البطولة، أو عندما تكون مشاركة اللاعب في البطولة قد انتهت.
| الدورة             | 1952  | 1953  | 1954  | 1955  | 1956  | إجمالي ف/م |
| ------------------ | ----- | ----- | ----- | ----- | ----- | ---------- |
| البطولة الأسترالية | غ     | غ     | غ     | غ     | غ     | 0 / 0      |
| البطولة الفرنسية   | غ     | غ     | ر.ن   | د3    | ن.ن   | 0 / 3      |
| بطولة ويمبلدون     | د1    | د4    | د4    | ر.ن   | ن     | 0 / 5      |
| البطولة الأمريكية  | غ     | غ     | غ     | د3    | غ     | 0 / 1      |
| م.ف                | 0 / 1 | 0 / 1 | 0 / 2 | 0 / 3 | 0 / 2 | 0 / 9      |

- إجمالي ف / م = إجمالي الفوز والمشاركة